# Xerpes
Els xerpes són una ètnia originària del Nepal.
Dins el complex mosaic de la població nepalesa, formen part dels pobles mongols i tibetans, i actualment habiten sobretot a Solu Khumbu, a l'est del Nepal, malgrat que també hi ha alguns pobles xerpes a la vall de Helambu, situada al nord de Katmandú. La població estimada és de devers 60.000 persones.
La seva capital és Namche Bazar, i Pangboche es considera el més vell dels pobles xerpes del Nepal i se suposa que va ser construït fa 300 anys. Khunde i Khumjung són dos pobles importants més.
Els xerpes parlen un dialecte tibetà, i com els tibetans també són budistes. Tradicionalment feien de pagesos, traginers i comerciants, fins que a començament del segle xx, i sol·licitats per la seva bona adaptació a la vida a les altures, varen començar a fer de guies i portadors per anar a l'Himàlaia.
És costum entre els xerpes que els posin com a nom el dia de la setmana en què varen néixer:
- dilluns: Dawa
- dimarts: Mingma
- dimecres: Lhakpa
- dijous: Phurbu
- divendres: Pasang
- dissabte: Pemba
- diumenge: Nima

Durant molts d'anys l'aïllament de Solu Khumbu va ajudar a mantenir les seves característiques i els seus costums, i ara, malgrat que estiguin en contacte amb gent de tot el Nepal i d'arreu del món, mantenen els seus trets físics gràcies a una tradició de matrimonis entre membres de l'ètnia xerpa però amb membres de clans (18) diferents al seu.
La paraula xerpa es va donar a conèixer a tot el món quan en Tenzing Norgay va pujar a l'Everest amb Sir Edmund Percival Hillary el 1953.
També és un xerpa Ang Rita Xerpa, el que ha pujat més vegades a l'Everest, i dos xerpes més, Pemba Dorjie i Lhakpa Gelu, competeixen per veure qui d'ells dos fa més via a pujar-lo.
Actualment, malgrat que no tots els xerpes fan de guies o portadors d'alçada, la paraula xerpa es fa servir incorrectament a Occident per a designar, en general, els guies i portadors, malgrat que no siguin xerpes.